# Horosziwci
Horosziwci (ukr. Горошівці) – wieś na Ukrainie, w obwodzie czerniowieckim, w rejonie czerniowieckim, w hromadzie Jurkiwci. W 2001 liczyła 1096 mieszkańców, spośród których 1092 wskazało jako ojczysty język ukraiński, 3 rosyjski, a 1 mołdawski.